# Nastassja Kinski
Nastassja Aglaia Nakszynski, més coneguda com a Nastassja Kinski, (Berlín, 24 de gener de 1961) és una actriu i model alemanya.

## Biografia
Filla de l'actor Klaus Kinski i de Ruth Brigitte Toecki, roda la seva primera pel·lícula The Wrong Move (1975) sota la direcció de Wim Wenders. Contràriament al que es pot de vegades llegir, no és ella qui interpreta la filla d'Aguirre a la pel·lícula d'Herzog, sinó Cecilia Rivera. Agafa gust a la comèdia i és així com segueix cursos a Londres i a l'Actors Studio de Nova York, amb Lee Strasberg, sota el padrinatge de Roman Polanski amb el qual manté una relació als 18 anys. La dirigeix a Tess el 1979, la qual cosa li permet accedir a un renom mundial. Era reputada per la seva bellesa en els anys 1980 i 1990.
Es va casar amb Ibrahim Moussa el 10 de setembre de 1984; van tenir dos fills (Aljosha Kinski 1984 i Sonia Moussa (1986)) i es van divorciar el 1992. Va tenir després una filla, Kenya (nascuda el 9 de febrer de 1993), amb Quincy Jones.
Ha interpretat un gran ventall de papers, però el seu paper més estrany és certament el de l'Ós Susie a L'hotel New Hampshire on el seu personatge passa la seva vida en un vestit d'os.
Va ser membre del jurat del Festival Internacional de Cinema de Canes de 1988.
Parla alemany, anglès, francès, italià i rus amb fluïdesa.
Milita per a la Creu Roja en els mitjans de comunicació.

## Filmografia
- The Wrong Move (1975)
- To the Devil a Daughter (1976)
- Passion Flower Hotel (1978)
- Així com ets (1978)

- Tess (1979)
- One from the Heart (1982)
- Cat People (1982)
- Simfonia de primavera (1983)
- Exposed (1983)
- Moon in the Gutter (1983)
- Maria's Lovers  (1984)
- Paris, Texas (1984)

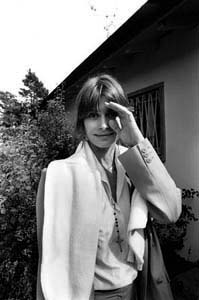
Nastassja Kinski el 1989

- L'hotel New Hampshire (The Hotel New Hampshire) (1984)
- Unfaithfully Yours (1984)
- Harem (1985)
- Revolució (Revolution)  (1985)
- In una notte di chiaro di luna (1989)
- El sol també a la nit (Il sole anche di notte) (1990)
- Faraway, So Close! (1993)
- Terminal Velocity (1994)
- Algú s'espera (Somebody is waiting) (1996)
- Un bon embolic (Fathers' Day) (1997)
- One Night Stand (1997)
- Bella Mafia (1997)
- Noiet blau (Little Boy Blue) (1997)
- Savior (1998)
- Playing by Heart (1998)
- El pla de la Susan (Susan's Plan) (1998)
- Amics i veïns (Your Friends & Neighbors) (1998)
- La intrusa (The Intruder) (1999)
- El perdó (The Claim) (2000)
- The Magic of Marciano (2000)
- Time Share (2000)
- Sense cor (Cold Heart) (2001)

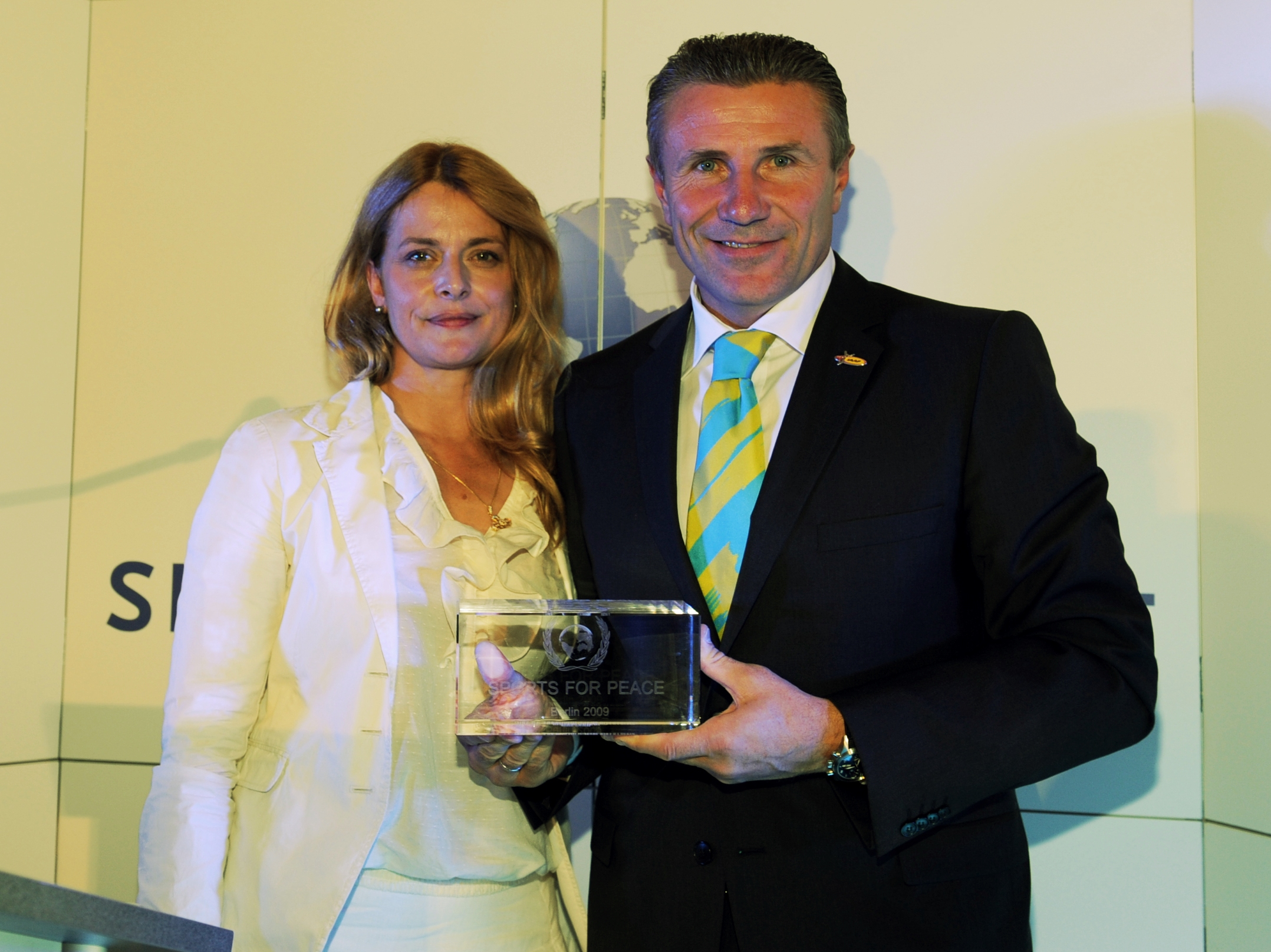
Nastassja Kinski i Serguei Bubka 2009

- Un estrany entre nosaltres (The Day the World Ended) (2001)
- Relació fatal (Blind Terror) (2001)
- An American Rhapsody (2001)
- The Day the Earth Ended (2001)
- Town & Country (2001)
- Beyond the City Limits (2001)
- .com for Murder (2002)
- El pla de la Susan (Susan's Plan) (2002)
- Paradise Found (2003)
- Les Liaisons dangereuses (2003)
- À ton image (2004)
- Inland Empire (2006)

## Premis i nominacions
Premis
- Globus d'Or a la millor nova actriu de l'any 1981, per Tess (1979)

Nominacions
- Globus d'Or a la millor actriu dramàtica per Tess (1979)
- Premi Saturn, de l'Academy of Science Fiction, Fantasy & Horror Films, EUA a la millor actriu per Cat People (1982)